# 1963年マレーシア法
1963年マレーシア法（英語:  Malaysia Act 1963 (c. 35)）は、1963年7月31日に施行されたイギリスの法令。

## 概要
マレーシア法は、イギリスの植民地であった北ボルネオ、サラワク、シンガポールをマラヤ連邦に加入させたうえで「マレーシア」と改称させることを定めていた。これをうけて1963年9月16日にマラヤ連邦が改名し、マレーシアが成立した。
なおシンガポールは1965年8月9日にマレーシアの州の地位を追われ、単独のシンガポール国家として独立した。